# Nicktoons (Europa Środkowo-Wschodnia)
Nicktoons (Wersja Druga) – druga wersja amerykańskiego kanału dziecięcego Nicktoons emitowanego przez MTV Networks. Oferta programowa przeznaczona jest przede wszystkim dla dzieci w wieku od 4 do 12 lat.
Stacja emituje program 24 godziny na dobę. W ofercie programowej kanału znajdują się m.in.: SpongeBob Kanciastoporty, Wojownicze Żółwie Ninja, Harmidom. Kanał wystartował w Serbii, Chorwacji, Słowenii i Albanii 14 lipca 2020 roku. 20 maja 2024 kanał zmienił logo i oprawę graficzną.